# Tiếng Phuong
Tiếng Phương (hay tiếng Katu Đông, Katu Thượng) là ngôn ngữ của người Cơ Tu sống ở miền Trung Việt Nam tại các tỉnh Quảng Nam, Thừa Thiên Huế và Đà Nẵng, là ngôn ngữ thuộc ngữ chi Cơ Tu, ngữ hệ Nam Á. Tổng số người nói trong cuộc điều tra dân số năm 1999 là 50.500 người.
Tiếng Phương được đặt ở nhóm đông nam cùng với các ngôn ngữ Dak Kang và Kantu, hoặc trong nhóm đông và phân nhóm Katu-Pacoh cùng với tiếng Katu Tây của Lào và tiếng Pa Kô của Việt Nam.
Tiếng Phương không có phương ngữ nào; "tiếng Katu Hạ" là một ngôn ngữ Katu Tây riêng biệt.
Vào những năm 1957-1958, có khoảng hai chục ngôn ngữ của các dân tộc miền núi Việt Nam được tạo chữ viết dựa trên bảng chữ cái tiếng Việt Latinh; trong số đó có tiếng Hrê, Xơ Đăng, M'Nông, Xtiêng, Bru và Raglai.